# Одран, Жерар
Жера́р Одра́н (Второй) (фр. Gérard Audran; 1640, Лион}} — 1703, Париж) — французский рисовальщик-орнаменталист и гравёр на меди, придворный рисовальщик и гравёр короля Людовика XIV. Мастер репродукционной гравюры. Член большой семьи художников Одранов: третий сын живописца и гравёра Клода Одрана Первого (1597—1677); племянник Шарля Одрана (1594—1674); дядя и учитель Бенуа Одрана Старшего (1661—1721) и Жана Одрана (1667—1756).

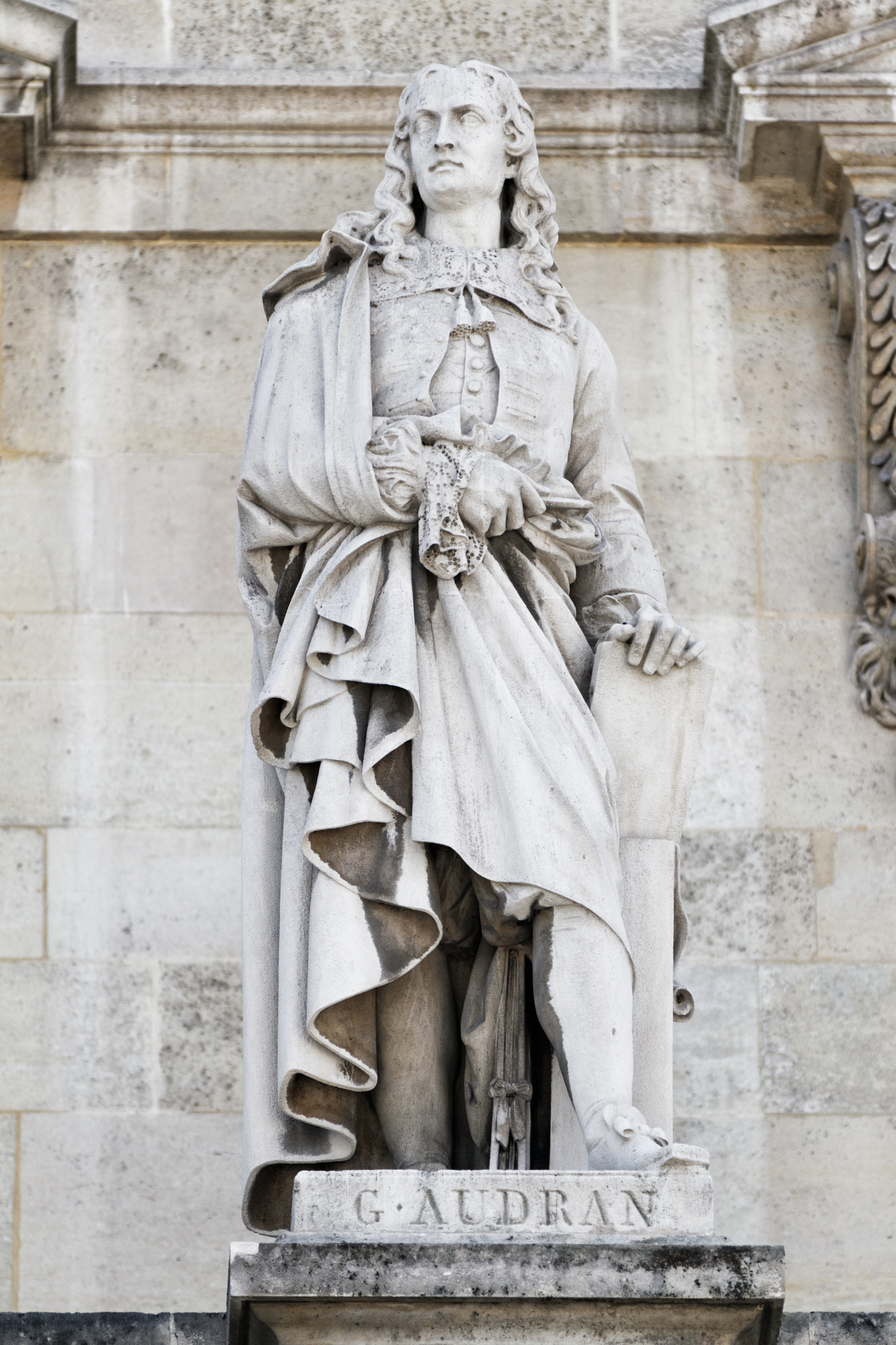
Статуя Ж. Одрана. Дворец Лувра, Париж

## Жизнь и творчество
Получив элементарное знакомство с приёмами гравирования под руководством отца, Клода Одрана Первого (1597—1677), Жерар занимался живописью в мастерской Карло Маратты в Риме, но успех, который имели его первые работы в технике резцовой гравюры грабштихелем, побудили его посвятить себя всецело гравированию. В Италии Одран гравировал по картинам Рафаэля, Пьетро да Кортона и других художников. Впоследствии Одран пользовался также офортной иглой (манерой штрихового офорта) и, через свободное, умелое употребление то грабштихеля, то иглы, умел придавать своим произведениям большую живописность. «Соприкосновение с искусством барокко, а также с культурой офорта, распространённой в Италии XVII века, оказали большое влияние на формирование графического языка Одрана», писал знаток искусства гравюры М. И. Флекель.
Вызванный в 1670 году королём Людовиком XIV из Рима в Париж и получив титул придворного гравёра, Одран прославился воспроизведением в гравюрах картин Шарля Лебрена, первого живописца короля, изображающих победы Александра Македонского (четыре листа с тринадцати досок). За эту работу Одрану в 1674 году присудили звание академика.
По распоряжению первого министра короля Ж.-Б. Кольбера Одран продолжил работу, начатую Жераром (Герардом) Эделинком по воспроизведению в гравюрах знаменитых картин «большого стиля». «Одрану удалось создать более динамичный, экспрессивный стиль и разработать новую манеру сочетания штрихового офорта и гравюры резцом. Сам Лебрен говорил, что Одран „улучшил его картины“». Одран гравировал в своей широкой «рубенсовской манере» по живописным оригиналам Н. Пуссена, Э. Лесюэра, П. Миньяра, А. Куапеля и других живописцев.
Гравюры работы Жерара Одрана составили основу будущего «Кабинета Кроза» («Коллекции эстампов с лучших картин и рисунков, находящихся во Франции в Королевском собрании…») — одного из главных художественных проектов во Франции периода Регентства, и послужили началом гравюрного собрания Лувра.
Жерар Одран оказал влияние на творчество Анрикеля-Дюпона.

## Галерея

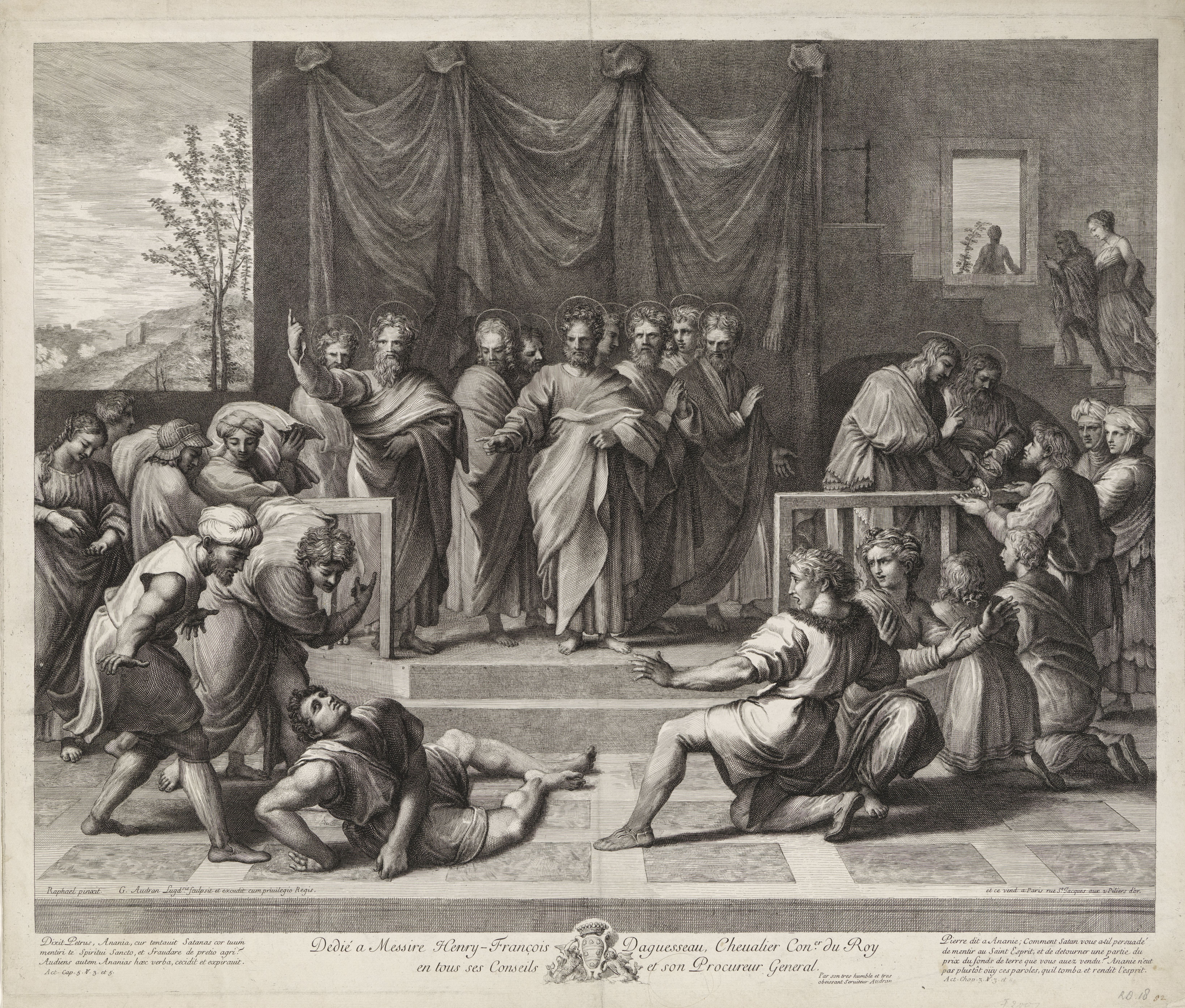
Смерть Анании. По картине Рафаэля. Между 1650 и 1703. Офорт, резец
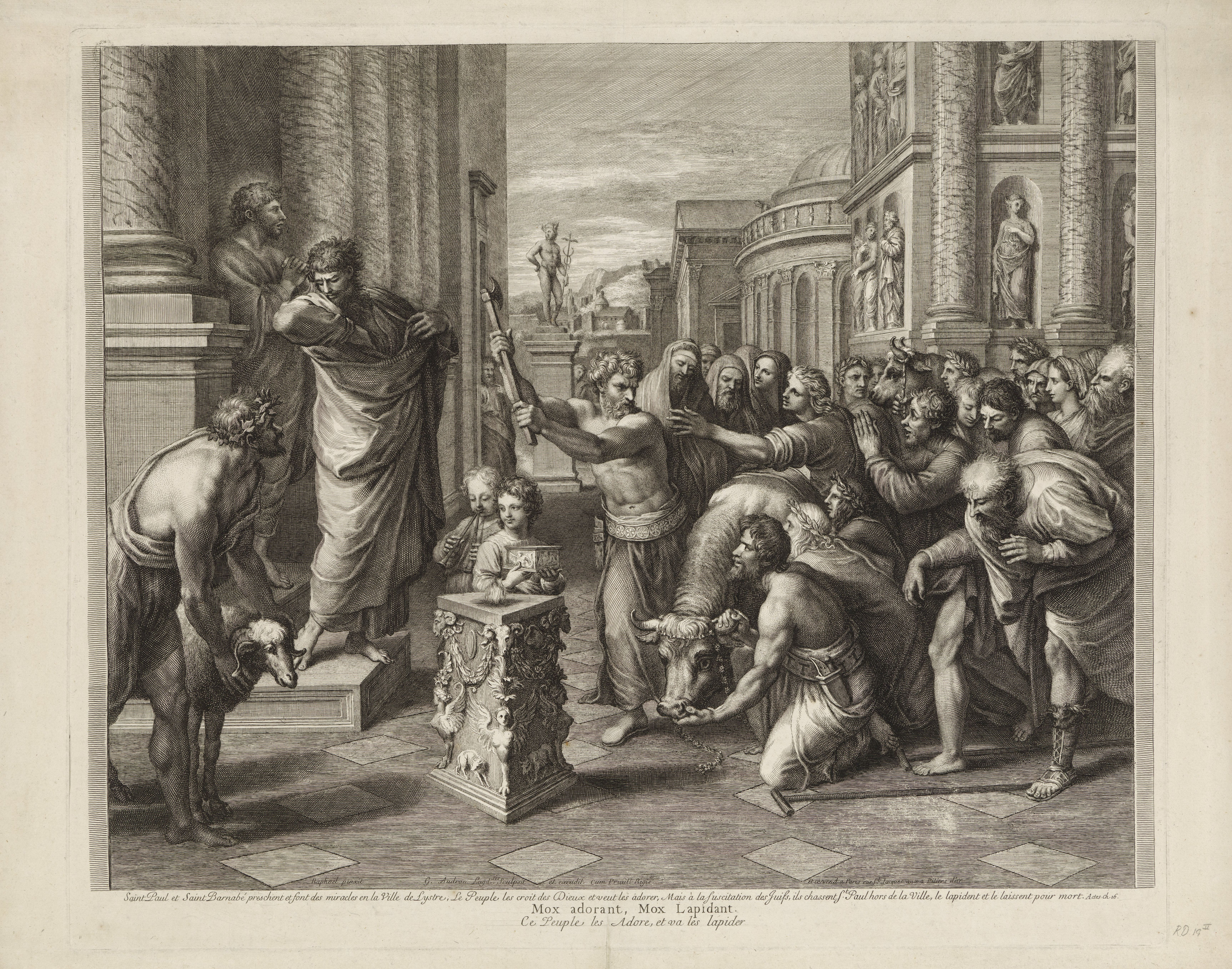
Павел и Варнава проповедуют в Листре. По картине Рафаэля. Между 1650 и 1703. Офорт, резец
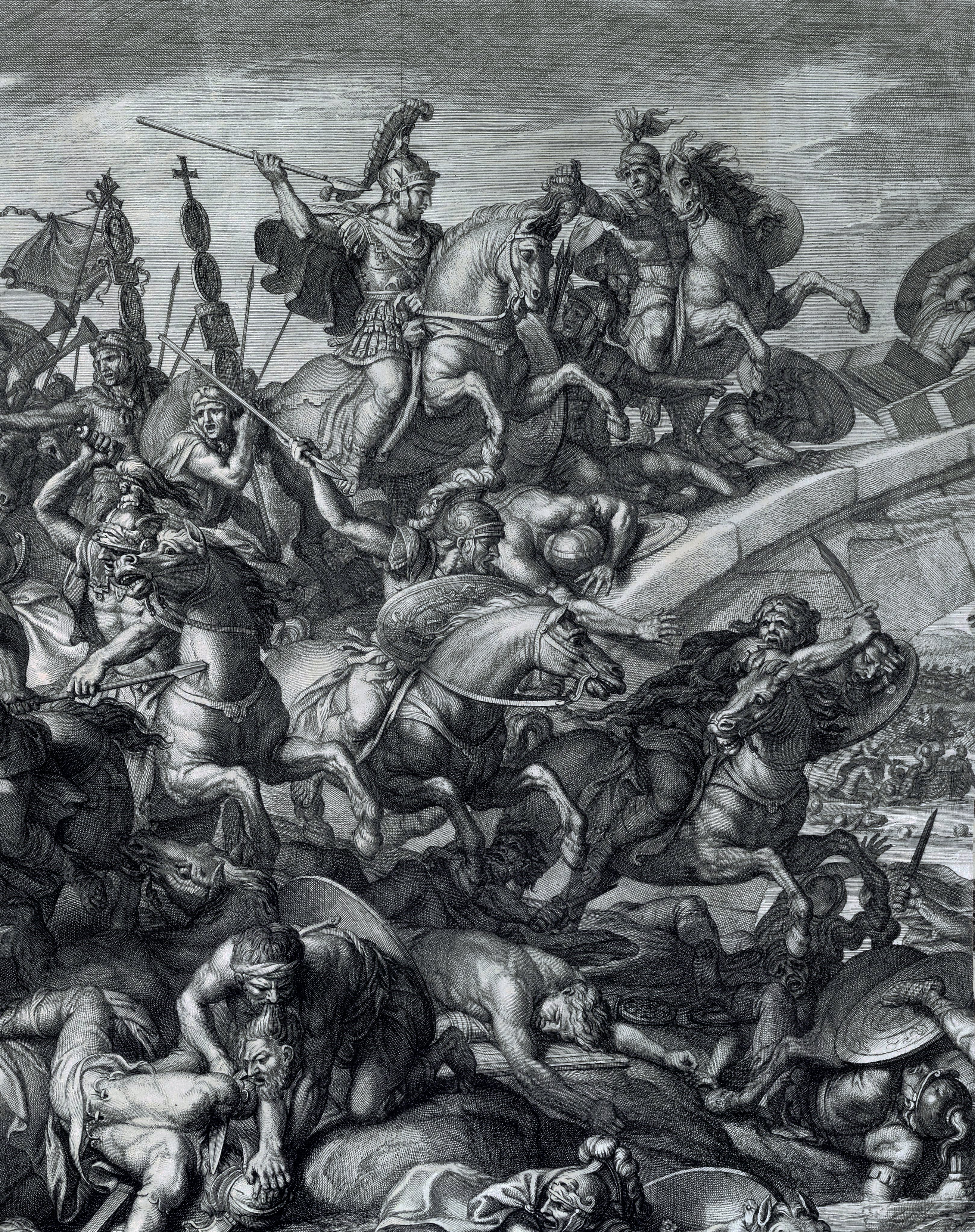
Битва у Мильвийского моста (центральная часть). По незаконченной картине Ш. Лебрена для Ватиканского дворца. 1666. Офорт, резец
Переправа Александра Великого через Граник. По оригиналу Ш. Лебрена. 1672. Офорт, резец
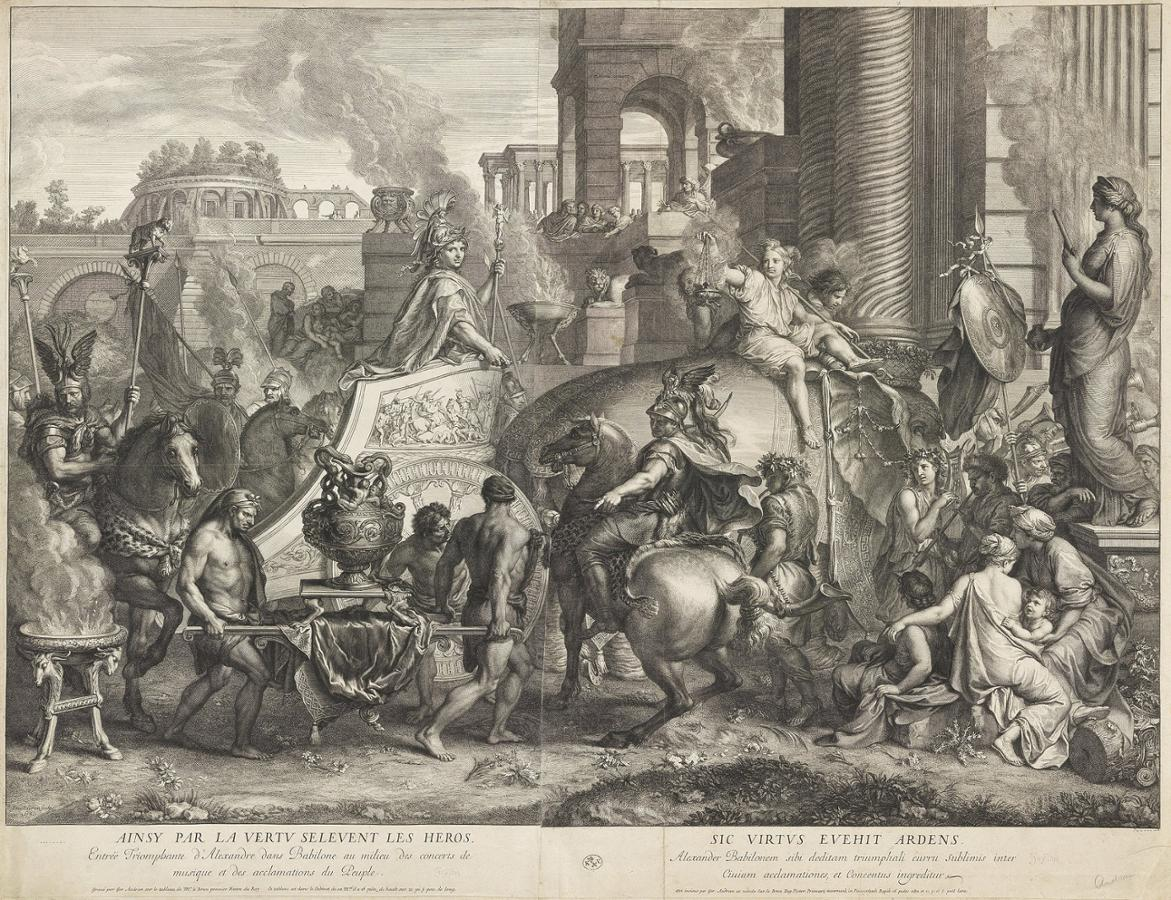
Въезд Александра Великого в Вавилон. 1675. Офорт, резец
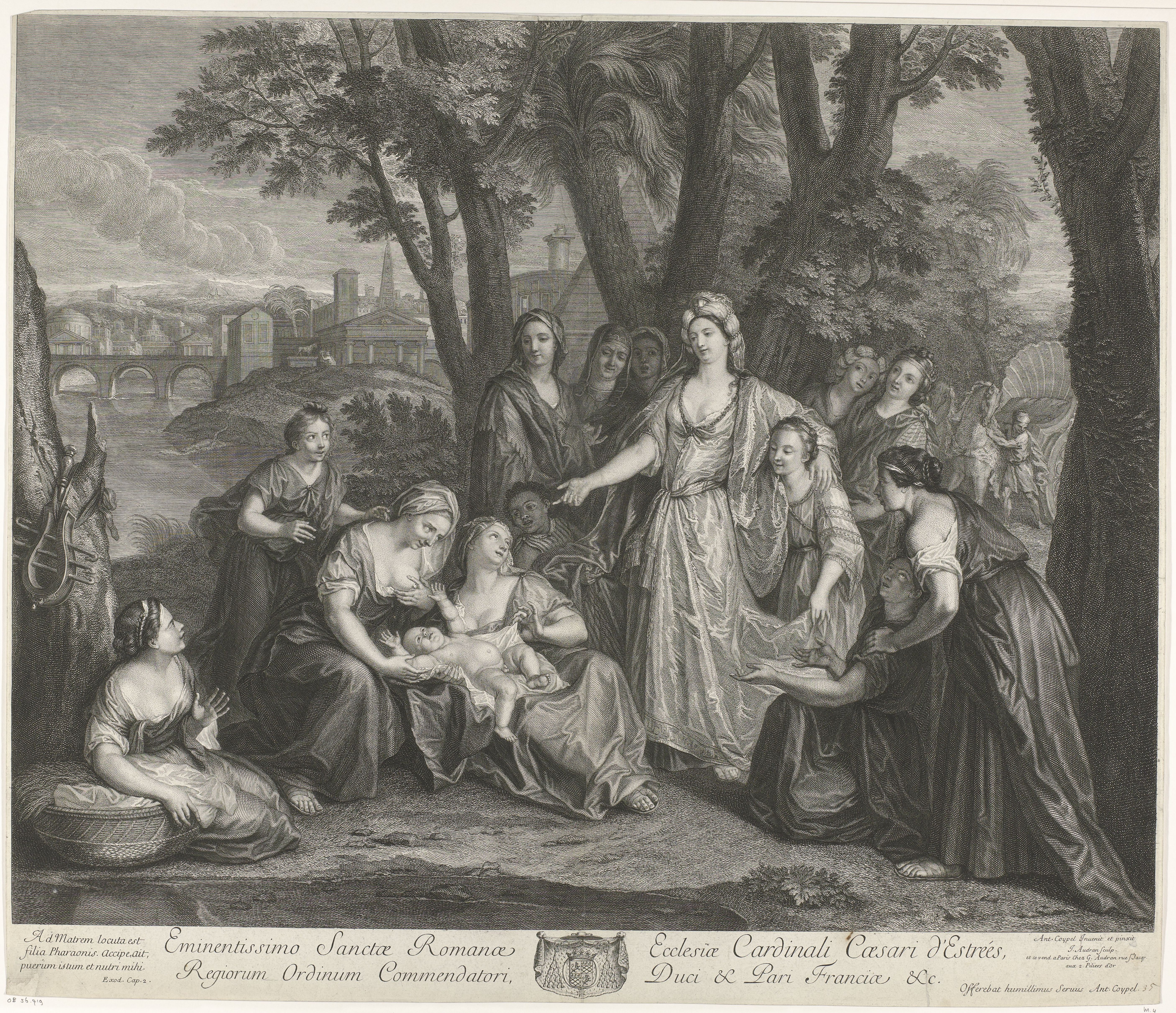
Нахождение Моисея. По оригиналу А. Куапеля. Между 1699 и 1703. Офорт, резец

## Наиболее известные гравюры Жерара Одрана
- по оригиналам Н. Пуссена:
  - «Торжество Истины»,
  - «Христос и Грешница»,
  - «Спасение юного Пирра»,
  - «Кориолан»,
  - «Крещение Господне»,
- по оригиналам Рафаэля:
  - «Битва и триумф Константина Великого»,
  - «Смерть Анании»,
  - «Апостол Павел и Варнава»,
- по оригиналам П. Миньяра:
  - «Несение Креста»,
- по оригиналам Э. Лёсюёра:
  - «Мучение св. Протасия»,
  - «Мучение св. Лаврентия»,
- по оригиналам Н. Куапеля:
  - «Суд Соломона»;
- по оригиналам Ш. Лебрена из серии «История Александра» (1660—1668):
  - «Битва Александра Македонского при Гранике», 1672;
  - «Встреча Александра Македонского и индийского царя Пора», 1678

.

## Память
Одна из парижских улиц носит его имя — rue Audran.